# Selencula
Selencula is een geslacht van hooiwagens uit de familie Assamiidae.
De wetenschappelijke naam Selencula is voor het eerst geldig gepubliceerd door Roewer in 1935. 

## Soorten
Selencula is monotypisch en omvat slechts de volgende soort:
- Selencula filipes